# Вышоватый
Вышоватый (укр. Вишоватий) — село в Нересницкой сельской общине Тячевского района Закарпатской области Украины.
Население по переписи 2001 года составляло 1803 человека. Почтовый индекс — 90546. Телефонный код — 3134. Код КОАТУУ — 2124487402.
На северо-восточной окраине села расположены три водопада — Вышоватский Большой (14 м), Вышоватский Средний (10 м) и Вышоватский Малый (2 м).